# Дом Бревновых
Дом Бревновых (Особняк купца Н. А. Бревнова) — дом, расположенный по адресу Екатеринбург, улица Кирова, дом 3. Памятник градостроительства и архитектуры Свердловской области. Образец деревянного жилого дома Екатеринбурга начала XX века, выполненный архитектором А. Марковым.

## История дома
На этом месте была устроена усадьба екатеринбургским мещанином Даниилом Федоровичем Лузиным. Затем он продал дом со всеми постройками крестьянину Верх-Исетской волости Николаю Антоновичу Бревнову. При сыне которого Федор Николаевич Бревнов дом сгорел в 1915 году. Он принял решение воссоздать прежний, обратившись к местному архитектору А. В. Маркову, под руководством которого и построили новый «старый» дом в 1917 году по сохранившимся чертежам.
Решением Свердловского облисполкома № 75 от 18.02.1991 года дом был поставлен на государственную охрану как памятник градостроительства и архитектуры регионального значения.

## Архитектура
Деревянный одноэтажный жилой дом с мезонином и с оградой и воротами. К дому пристроен другой дом по адресу улица Кирова 1. Вместе два дома образует фрагмент старого квартала Проезжей улицы (улицы Кирова). Дом построен в классицистической форме жилой архитектуры Екатеринбурга первой половины XIX века. В 1910-х годах дом перестраивался, получив резной декор главного фасада и декор кровли над мезонином. Резьба фасадного декора с орнаментом народного деревянного зодчества сделана в мастерской Липатова, в которой украшались многие фасады деревянных домов Екатеринбурга. Главный фасад симметричен, главный вход на первом этаже и мезонин выделен в центральной оси симметрии. Резьба оконных переплетов сделан в форме стрельчатой арки. Мезонин венчает карниз большого выноса с высокой декоративной кровлей с фонарем. Здание является образцом деревянного жилого дома Екатеринбурга 1900—1910-х годов с деревянной резьбой по мотивам народного зодчества и барочных мотивов декора.